# Jadson André
Pour les articles homonymes, voir André.
Jadson André est un surfeur professionnel brésilien né le 13 mars 1990 à Natal, dans l'état du Rio Grande do Norte au Brésil.

## Biographie
Issu d'un milieu très modeste du Nordeste, Jadson André fait ses débuts au surf à l'âge de 10 ans sur le plages de Natal. Il intègre l'élite du surf mondial, l'ASP World Tour, en 2010 et remporte la même année sa première victoire sur le circuit lors du Santa Catarina Pro à Imbituba (Santa Catarina) face à l'américain Kelly Slater.

## Palmarès

### Résultats
- Victoires
  - 2010 :  Santa Catarina Pro, Imbituba (Santa Catarina)

- Classement WCT
  - 2010 : 13e
  - 2011 : 22e
  - 2012 : 32e